# Epichloë sylvatica
Epichloë sylvatica är en svampart som beskrevs av Leuchtm. & Schardl 1998. Epichloë sylvatica ingår i släktet Epichloë och familjen Clavicipitaceae.   Inga underarter finns listade i Catalogue of Life.